# Lithobius pilosus
Lithobius pilosus är en mångfotingart som beskrevs av Am Stein 1857. Lithobius pilosus ingår i släktet Lithobius och familjen stenkrypare.
Artens utbredningsområde är Schweiz. Inga underarter finns listade i Catalogue of Life.